# Lac de Sauris
Le lac de Sauris (Lât di Sauris en frioulan) est un lac d’origine artificielle situé près de Sauris, à 977 mètres d’altitude.
Il est situé précisément sur la route qui mène d'Ampezzo à Sauris, dans la localité de La Màina, et s'appelle en fait aussi lago della Màina.

## Origine

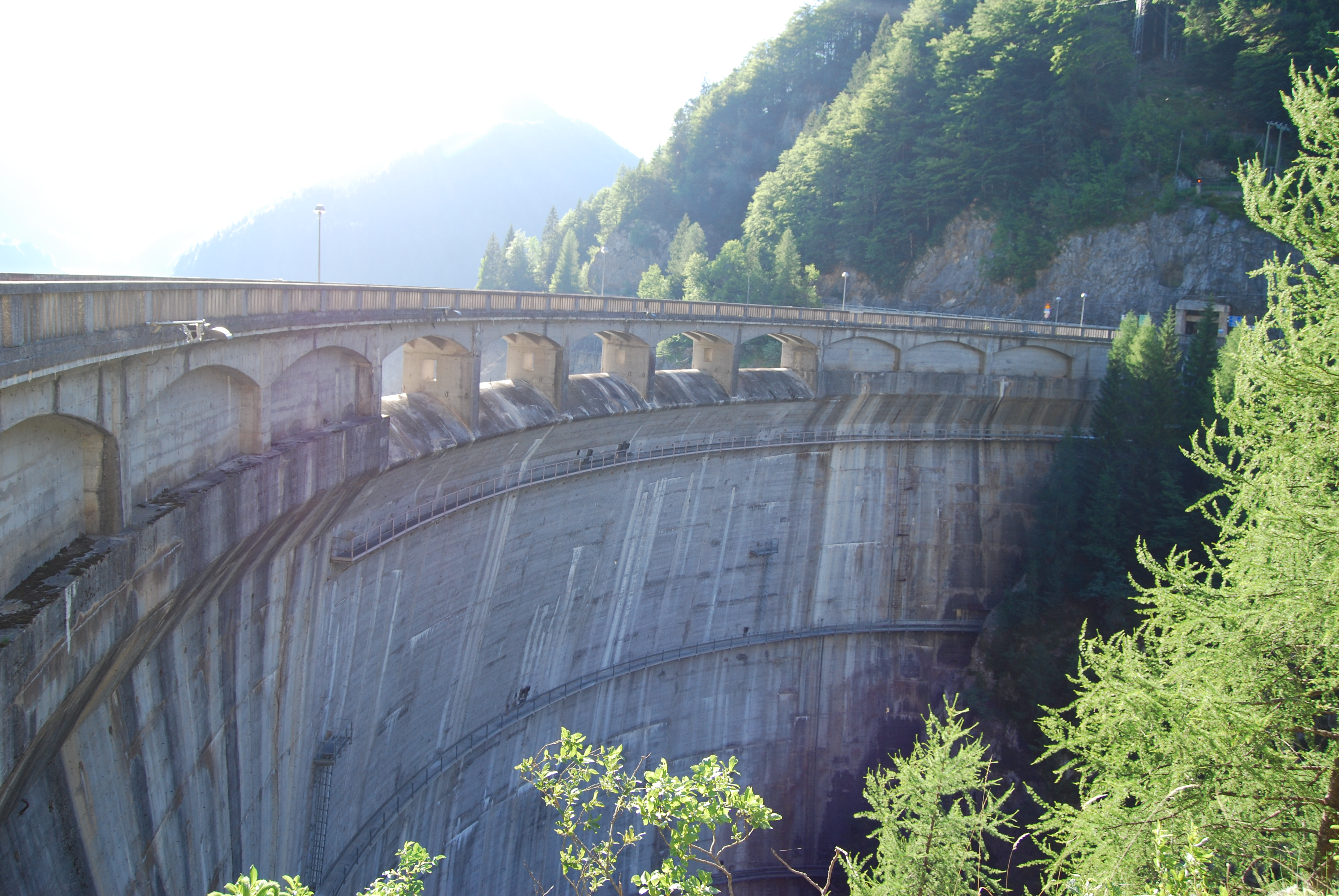
Le barrage du lac de Sauris.

Le lac a été achevé en 1948, un an après la fin des travaux de la construction du barrage sur la rivière Lumiei qui a commencé en 1941. Le barrage a une structure en forme de dôme et, au moment de sa construction, avec une hauteur de 136 m, il était le plus haut d'Italie et le deuxième en Europe.

## Curiosité
Lorsque le lac est vidé périodiquement, il est possible de voir les vestiges du village qui existaient jadis à la place du miroir d'eau.

## Accès
Il y a trois façons d'atteindre le lac :
- Depuis Ampezzo, il faut continuer en direction de Sauris par la SP73, route qui arrive directement au-dessus du barrage. Vers la fin, il y a 3 tunnels, dont deux sont assez longs (respectivement 600, 250 et 650 m). Les galeries sont en montée avec une pente remarquable et avec des courbes. L'élément caractéristique est le revêtement de sol en pavé. Le barrage est situé juste après le dernier tunnel.
  - Distance : 9 km
  - Remarque pour les motocyclistes et les cyclistes : les conditions particulières des tunnels (humidité, pavé, ascensions et obscurité) les rendent très glissants et dangereux.
- De Cima Gogna, il faut emprunter la SS619 en direction de Razzo puis tourner vers Sauris sur la SP73 et continuer sur la route en direction d’Ampezzo pour atteindre le barrage en amont.
  - Distance : 37 km
- Par le passo del Pura : d’Ampezzo, il faut continuer en direction de Forni pour la SS52, après environ 3 km, prendre la route à droite qui passe au passe del Pura et arrive au barrage du côté droit de la vallée. Avant le barrage, il y a un tunnel d'environ 170 m.
  - Distance : 18 km

Le couronnement du barrage est praticable par une seule voiture à la fois. Il y a un espace de stationnement avant et après le barrage, mais ils sont tous deux très petits et il est facile de créer un embouteillage près du barrage. En cas de trafic particulier, en direction de Sauris, après quelques centaines de mètres à droite, un espace dégagé suffisant permet de faire demi-tour ou de se garer.